# Evelyn Rios
Evelyn Rios ou Evelyn Telles(Rio de Janeiro , 1938) é uma atriz e ex-vedete brasileira. Foi uma das As Certinhas do Lalau em 1955 e 1960.

## Filmografia
| Ano  | Título                     | Personagem     | Notas            |
| ---- | -------------------------- | -------------- | ---------------- |
| 1974 | Carla, Sedenta de Amor     | —              | Diretora de Arte |
| 1973 | O Marido Virgem            | —              | Diretora de Arte |
| 1961 | Com Minha Sogra em Paquetá | Marta Leonardo | [ 2 ]            |
| 1960 | Aí Vem a Alegria           | Ceci           |                  |
| 1960 | Tudo Legal                 | Lucrécia       |                  |
| 1960 | Minervina Vem Aí           | Aurora         |                  |
| 1960 | Entrei de Gaiato           | Elisa          |                  |
| 1958 | Quem Roubou Meu Samba      | Enfermeira     |                  |
| 1957 | Rico Ri à Toa              |                | [ 3 ]            |
| 1956 | Colégio de Brotos          |                |                  |